# Alphonzo Bell
Alphonzo Edward Bell sr. (født 29. september 1875, død 27. december 1947) var en amerikansk tennisspiller, som deltog under OL 1904 i St. Louis.
Bell vandt to olympiske medaljer i tennis under OL 1904 i St. Louis. Han kom på andenpladsen i doubleturneringen sammen med Robert LeRoy. I singleturneringen tabte han semifinalen til den senere guldvinder Beals Wright, og fik bronze.
Bell grundlagde Bel Air Estates, det som i dag er kendt som bydelen Bel Air i Los Angeles.